# Life

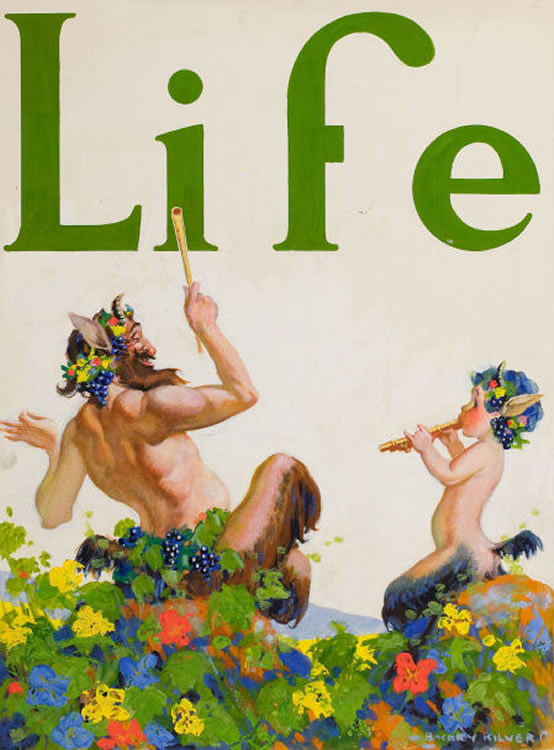
Pan pe coperta revistei Life, aprilie 1923

Life este numele a două reviste americane:
- Revistă umoristică fondată în anul 1883 de John Ames Mitchell, orientată către publicul educat.[1]
- În anul 1936 revista și-a încetat apariția, iar proprietarii au vândut numele companiei Time Inc., care a pornit în același an o altă revistă cu același nume.[1]